# Arnold Oosterveer
Arnold Oosterveer (Groningen, 1 maart 1963) is een voormalig Nederlands profvoetballer. Tegenwoordig is hij werkzaam als spelersmakelaar bij Soccer Vision. Hij behartigt onder meer de belangen van Klaas-Jan Huntelaar en Demy de Zeeuw.

## Carrière
Oosterveer begon zijn professionele carrière bij Telstar. Na twee jaar maakte hij de overstap naar AZ om daarna vijf jaar in Frankrijk te spelen. Eerst speelde hij ruim twee seizoenen bij tweedeklasser Chamois Niortais, daarna een jaar bij Stade Rennes en vervolgens tekende hij voor vier jaar bij Valenciennes. De combinatie tussen de speler en club bleek echter geen gelukkige. Valenciennes raakte in 1993 verwikkeld in een omkoopschandaal met de voorzitter van Olympique Marseille, Bernard Tapie. Zes dagen voordat Olympique Marseille diende aan te treden voor de eerste Champions League-finale, kregen drie spelers van Valenciennes een telefoontje met de vraag of ze het in de competitiewedstrijd tegen Marseille in ruil voor financiële compensatie een beetje rustig aan wilden doen. Zij stemden hiermee in en kregen in ruil daarvoor 40.000 euro. De zaak kwam even later aan het licht en Valenciennes en Marseille werden gedwongen om te degraderen. Oosterveer mocht transfervrij vertrekken en beëindigde zijn carrière bij sc Heerenveen waar hij nog vier jaar zou voetballen.

## Spelersmakelaar
De Vereniging van Contractspelers (VVCS) richtte in 1999 het bureau Soccer Vision op dat ging dienen voor commerciële arbeidsbemiddeling. Arnold Oosterveer en Edwin Olde Riekerink leidden vanaf dat moment het bureau.